# Charlottes rejse til Grønland
|  | Denne artikel er oprettet af botten Steenthbot ud fra en ekstern database. Den kan derfor have sproglige fejl eller mangler. Denne skabelon kan fjernes efter kontrol af indholdet. |

Charlottes rejse til Grønland er en dansk dokumentarfilm fra 2012 instrueret af Birgitte Kristensen.

## Handling
Charlottes rejse til Grønland baserer sig på en rejse til Grønland, som jeg gennemfører i en anden persons sted. Min veninde Charlotte døde af kræft, inden hun nåede at komme afsted på sin planlagte tur til Grønland. Efter hendes død besluttede jeg mig for at gennemføre rejsen i hendes sted. Som en gestus til hende - et umuligt ønske om, at hun alligevel skulle få lov til at opleve Grønland. Filmen er skabt på baggrund af en videoinstallation med samme titel. Filmen skærer i løbet af sine 10 minutters varighed ind til benet af denne særlige rejses betydning og de store spørgsmål om identitet, forsvinding og glemsel, som historien rejser.